# Jean-Baptiste Meunier (1786-1858)
Pour les articles homonymes, voir Jean-Baptiste Meunier et Meunier.
Jean-Baptiste Meunier, né le 26 juillet 1786 à Orléans et mort le 2 avril 1858 à Paris, est un peintre (dont émail/porcelaine), aquarelliste et miniaturiste français. 

## Biographie
Jean-Baptiste Meunier naît le 26 juillet 1786 à Orléans.
Il est élève de Regnault. Il expose au Salon de Paris en 1817 et au palais du Luxembourg de 1830 à 1840 avec des aquarelles d'oiseaux. Il obtient une médaille de troisième classe en 1840.
Jean-Baptiste Meunier meurt le 2 avril 1858 à la maison de retraite de Sainte-Périne.